# Загальна історія
Загальна історія — термін, яким у російській історичній науці у 19 — на початку 20 ст. позначався комплекс історичних дисциплін, до якого входили: зарубіжна історія, стародавня історія та спеціальні історичні дисципліни. Словосполучення «загальна історія» (рос. — «всеобщая история») вживалося також для найменування кафедр історико-філологічних факультетів у Харківському, Київському та Новоросійському (Одеса) університетах.
У зарубіжній історичній літературі термін «загальна історія» з'являється в середині 18 ст. (1752 вийшла праця філософа-вольфіанця І. Хладеніуса «Загальна історична наука») для означення нового розуміння історії — не як «універсальної історії» (historia universalis), що є «сумою» окремих подій і наставницею життя (historia magistra vitae), а як «історії», що є раціонально влаштованою системою дослідження людських дій, чия цілісність розкривається через їх осмислення («філософія історії»; див. Філософія історії). Терміном «загальна історія» послуговувалися А.-Л. Шльоцер, І. Кант, Г. Луден, Вольтер, Ф.-П. Гізо. Засновник геттінгенської школи істориків і основоположник модерної німецької історіографії І.Гаттерер 1767–71 видавав впливовий фаховий журнал під назвою «Загальна історична бібліотека». Важливе значення для змістовного наповнення терміна мала праця В. Гумбольдта «Про завдання історіографів» (1821), в якій мета історичної науки формулювалася таким чином: «представляти кожну подію як частину сукупного, або ж уміти розпізнати в кожній події контури історії в цілому». З появою й поширенням у 2-й чверті 19 ст. «Лекцій з філософії історії» Г.-В. Геґеля термін «загальна історія» поступово почав витіснятися терміном «всесвітня історія» (нім. — Weltgeschichte).
В сучасній українській історіографії термін «всесвітня історія» вживається як умовна назва зарубіжної історії та стародавньої історії.